# ラサ・クンガ空港
ラサ・クンガ国際空港（ラサ・クンガこくさいくうこう、チベット語: ལྷ་ས་གོང་དཀར་རྫོང་）は中華人民共和国チベット自治区ロカ市クンガ県甲竹林鎮に位置する空港。「ラサ空港」あるいは、所在地「クンガ」のチベット名をとって「ゴンカル空港」とも表記される。標高3,570メートルという世界有数の高標高に位置する空港である。

## アクセス
ラサ・クンガ空港と名が付いているが、当初ラサ市までの道のりは100km程あり、専用道路が整備されているとはいえ市内に行くには1時間半程度がかかった。しかし、2005年には大回りしていた川と山脈を貫く道路が完成し、距離が40km以上短縮され、2011年にはチベット初の高速道路も開通して所要時間は30分となった。

## 沿革
- 1956年　ダムシュン（当雄）にチベット初の空港が開港する。
- 1965年3月1日　民航ラサ空港として開港し、北京-成都-ラサ線が就航する。
- 1983年　ボーイング707が定期就航を開始する。
- 1992年　ボーイング757が定期就航を開始する。
- 1993年　大規模な拡張工事を実施しボーイング747などの大型旅客機も離着陸可能となる。
- 1998年　エアバスA340が定期就航を開始する。
- 2001年5月22日　第10次5ヵ年計画（2001年から2005年）で、3億元をかけて拡張工事を開始する。
- 2004年1月1日　拡張工事が完了し、運用を開始する。
- 2005年　ラサ川・ガラ山脈・ヤルツァンポ川を貫く2本の橋とトンネル（総延長10km）が完成。
- 2011年　チベット初の高速道路（全長37.8km）が完成。
- 2017年　拡張工事を実施。

## 就航路線

### 中国国内
| 航空会社     | 就航地                                  |
| ------------ | --------------------------------------- |
| チベット航空 | 成都、重慶/江北、ガリ、済南             |
| 中国国際航空 | ガリ、成都、重慶/江北、チャムド・バンダ |
| 中国東方航空 | デチェン、昆明、上海/浦東、西安         |
| 中国南方航空 | 重慶/江北、広州                         |
| 海南航空     | 蘭州、西安                              |
| 四川航空     | 成都、重慶/江北                         |
| 深圳航空     | 成都                                    |

### 国際線
| 航空会社     | 就航地     |
| ------------ | ---------- |
| 中国国際航空 | カトマンズ |
| 四川航空     | カトマンズ |